# Dodo and the Dodo's 2
Dodo and the Dodo's (også kendt som Dodo and the Dodos 2) er det andet studiealbum fra den danske popgruppe Dodo & The Dodos, der blev udgivet i 1988 på Replay Records. Albummet har solgt 250.000 eksemplarer.
Albummets første single, "Sømand af verden" var den 17. mest spillede sang i Danmark ifølge Koda i 1989.

## Spor
| #  | Titel                | Tekst                      | Musik               | Længde |
| -- | -------------------- | -------------------------- | ------------------- | ------ |
| 1. | "Sømand af verden"   | Dodo, J. Gedde             | Steen Christiansen  | 4:00   |
| 2. | "Du forsvandt"       | Dodo, Gedde                | Anders Valbro       | 5:02   |
| 3. | "Afgrund af frihed"  | Dodo, Bo Green Jensen      | Christiansen        | 3:57   |
| 4. | "Næsen hjemad"       | Dodo, Gedde                | Christiansen        | 4:34   |
| 5. | "Blinde hjerter"     | Dodo, Gedde                | Valbro              | 4:08   |
| 6. | "Hvis du ku' se mig" | Elisabeth Gjerluff Nielsen | Christiansen        | 4:18   |
| 7. | "Hvis det bli'r"     | Dodo, Gedde                | Christiansen        | 4:11   |
| 8. | "Fiskesangen"        | Dodo, Gedde                | Dodo and the Dodo's | 4:02   |
| 9. | "En mærkelig drøm"   | Dodo, Gedde                | Christiansen        | 3:31   |